# 加茂宮站
加茂宮站（日语：／ Kamonomiya eki */?）是位於埼玉縣埼玉市北區宮原町，屬於埼玉新都市交通伊奈線（New Shuttle）的鐵路車站。

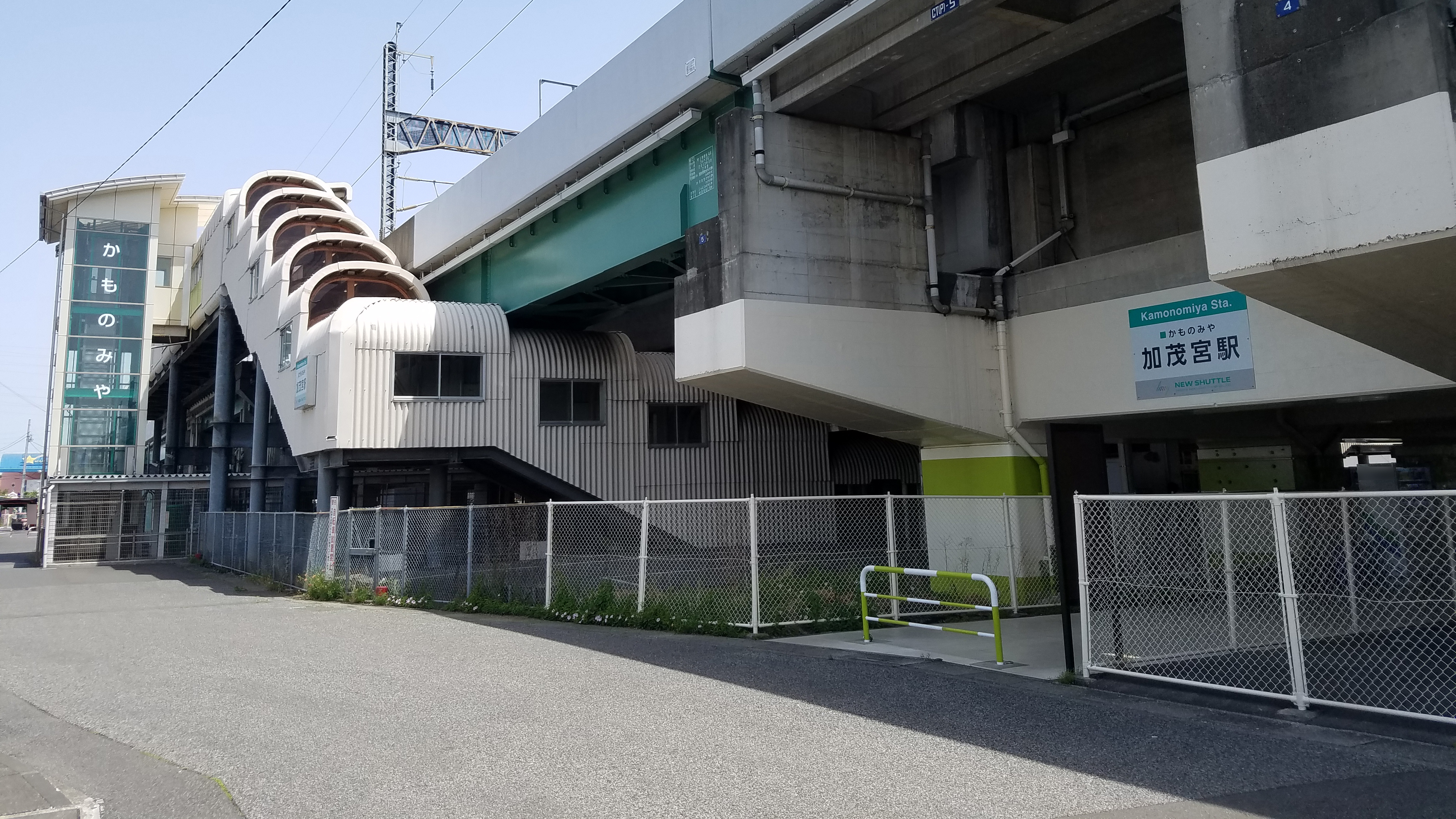
西口（2021年5月）

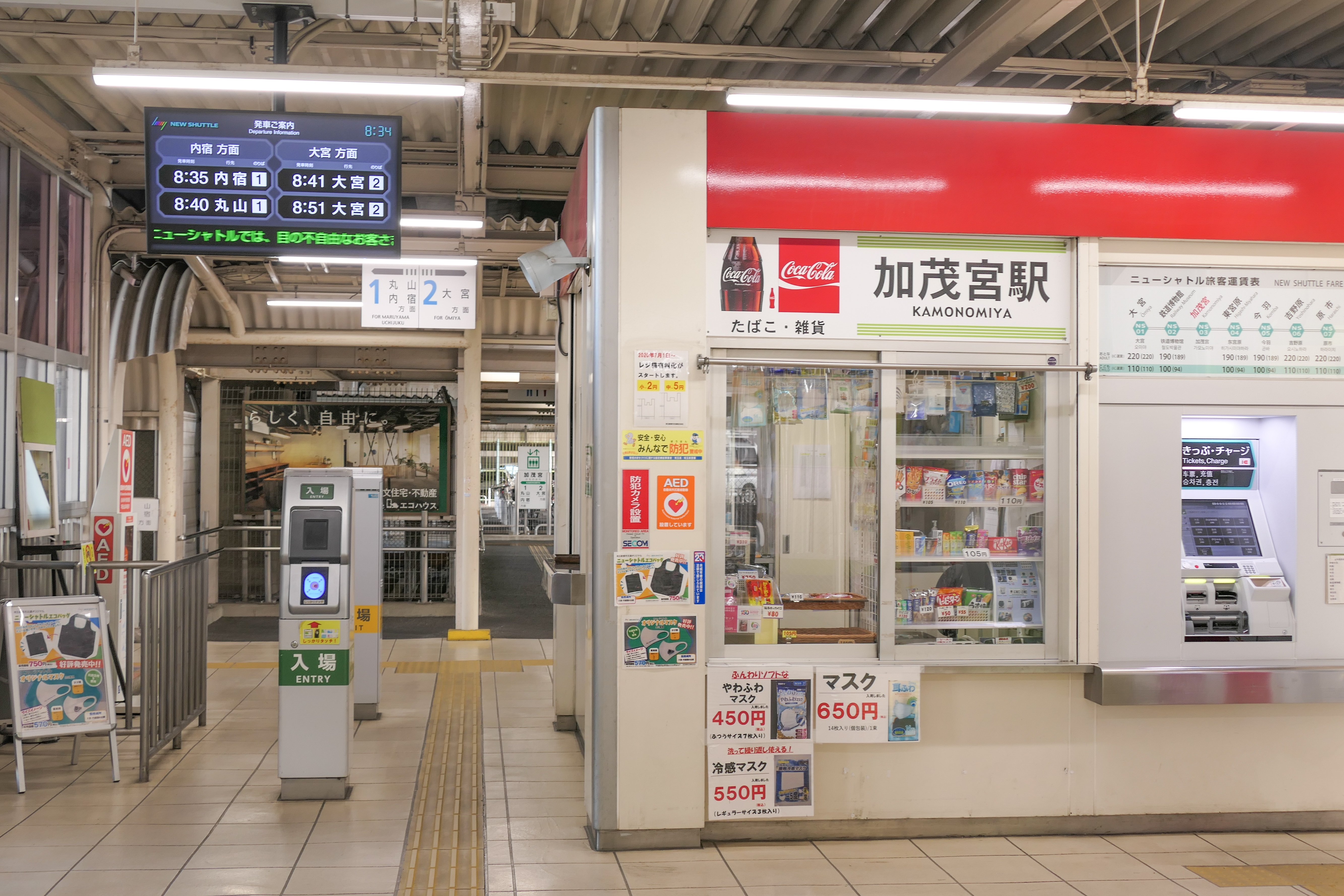
驗票口（2021年11月）

## 車站結構

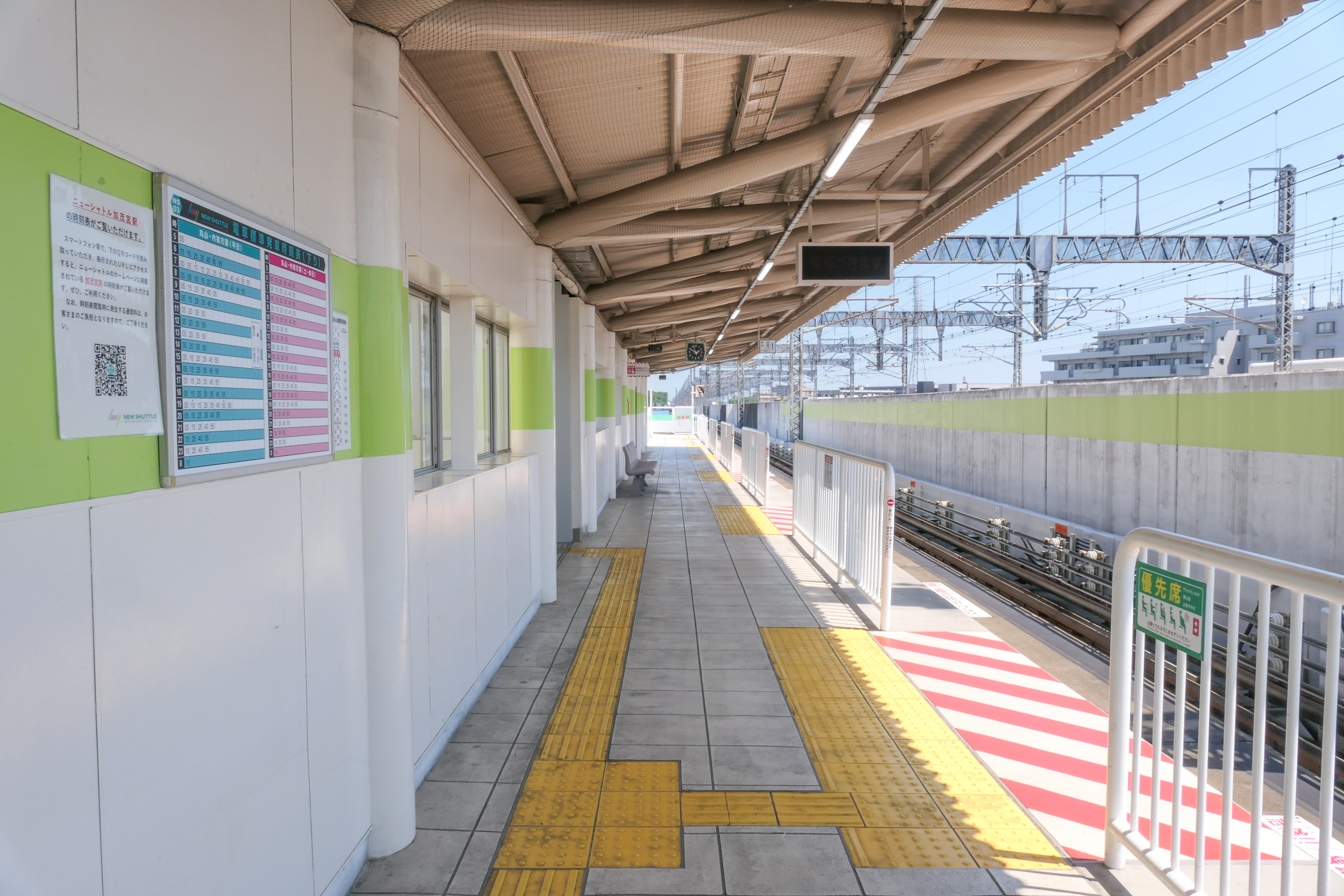
1號月台（2022年7月）

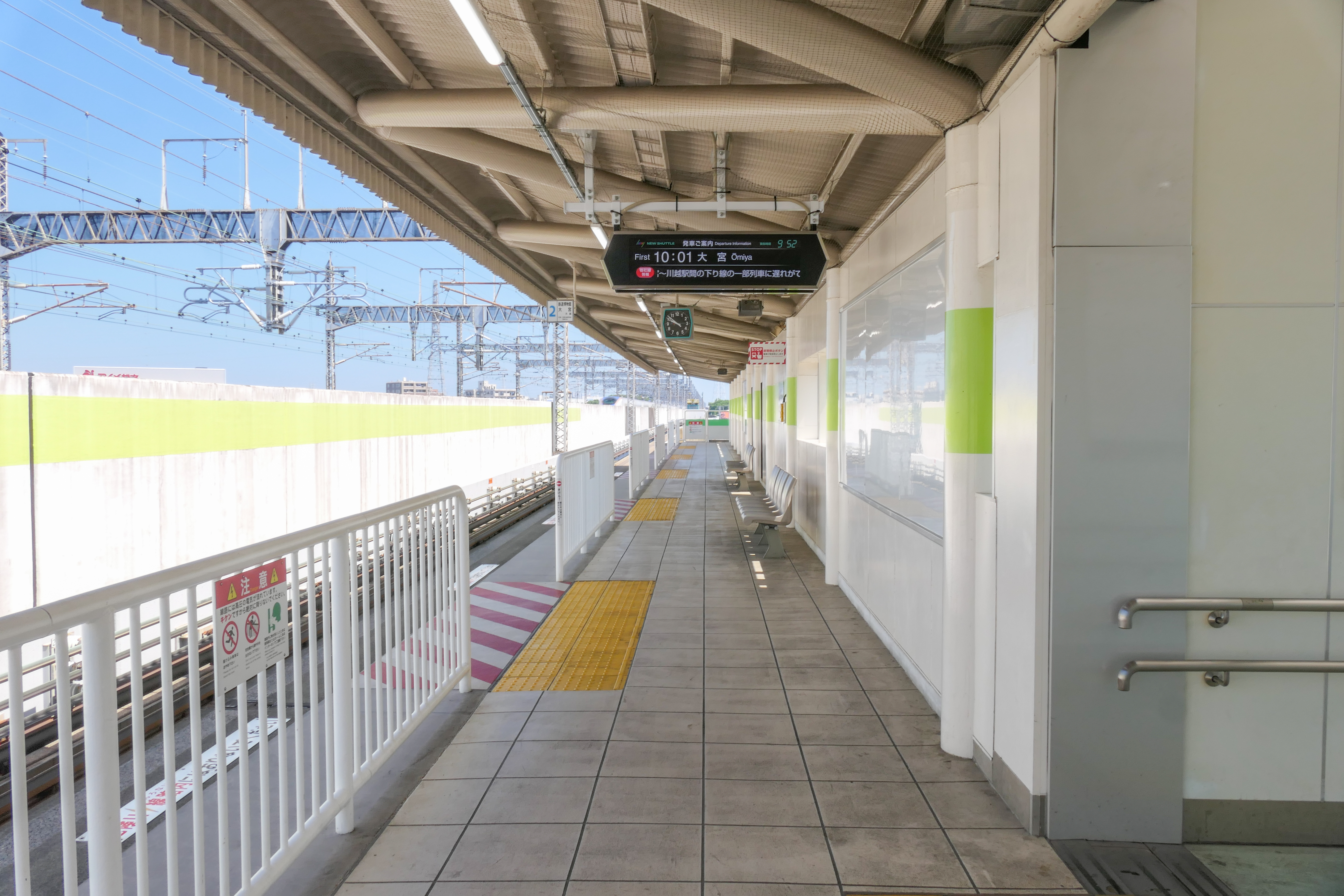
2號月台（2022年7月）

本站為對向式月台2面2線的高架車站，位於東北和上越新幹線高架軌道夾着的位置。閘口近大宮側。

### 月台配置
| 月台 | 路線                   | 目的地               |
| ---- | ---------------------- | -------------------- |
| 1    | ■伊奈線（New Shuttle） | 丸山、內宿方向       |
| 2    | ■伊奈線（New Shuttle） | 鐵道博物館、大宮方向 |

## 使用情況
2016年度的1日平均上車人次為2,804人。
近年的1日平均上車人次如下表。
| 年度               | 1日平均 上車人次 |
| ------------------ | ---------------- |
| 1999年（平成11年） | 1,697            |
| 2000年（平成12年） | 1,665            |
| 2001年（平成13年） | 1,692            |
| 2002年（平成14年） | 1,666            |
| 2003年（平成15年） | 1,625            |
| 2004年（平成16年） | 1,902            |
| 2005年（平成17年） | 1,804            |
| 2006年（平成18年） | 1,846            |
| 2007年（平成19年） | 1,975            |
| 2008年（平成20年） | 2,332            |
| 2009年（平成21年） | 2,413            |
| 2010年（平成22年） | 2,502            |
| 2011年（平成23年） | 2,552            |
| 2012年（平成24年） | 2,676            |
| 2013年（平成25年） | 2,720            |
| 2014年（平成26年） | 2,758            |
| 2015年（平成27年） | 2,797            |
| 2016年（平成28年） | 2,804            |

## 相鄰車站
埼玉新都市交通
■伊奈線
鐵道博物館（大成）（NS02）－加茂宮（NS03）－東宮原（NS04）

## 外部連結
- 加茂宮站（页面存档备份，存于）（路線圖、車站資訊） - 埼玉新都市交通